# Joel Madden
Joel Reuben Madden, „Sick boy”, właśc. Joel Ryan Rueben Combs (ur. 11 marca 1979 w Waldorf w stanie Maryland) – amerykański muzyk poppunkowy, wokalista zespołu Good Charlotte. Ma brata bliźniaka Benji'ego.
Urodził się w Waldorf w stanie Maryland z bratem bliźniakiem Benjim jako syn Robin Madden i Rogera Combsa. Wychowywał się ze starszym bratem Joshuą i młodszą siostrą Sarah. Gdy miał 16 lat, jego rodzinę opuścił ojciec. Pod wpływem tego wydarzenia napisał później piosenkę „Emotionless”. W wieku 15 lat zamieszkał z bratem u ciotki z powodu złych warunków materialnych. W szkole La Plata High School był dręczony psychicznie i fizycznie.
W 1996 roku wspólnie z Benji'm stworzył zespół Good Charlotte. Pełni funkcję głównego wokalisty zespołu oraz okazjonalnie czwartego gitarzysty. 
Kolekcjonuje krzyże, posiada liczne tatuaże.
W latach 2004–06 był związany z aktorką Hilary Duff. W 2006 roku związał się z Nicole Richie, z którą ma córkę Harlow Winter Kate (ur. 11 stycznia 2008 w Los Angeles) i syna Sparrowa Jamesa Midnighta (ur. 9 września 2009). Joel i Nicole pobrali się 11 grudnia 2010 roku.